# GO!GO!フライデーショー!
『GO!GO!フライデーショー!』（ゴー!ゴー!フライデーショー）は、ラジオ大阪で2018年4月6日から2020年12月25日まで毎週金曜日に放送されていた生ワイド番組。
通称は「ゴゴフラ」で、番組開始から2019年12月27日までは、番組タイトルにちなんで5時間の放送枠を編成。同年9月27日までは12:00 - 17:00、12月27日までは11:30 - 16:30に放送されていた。2020年1月4日から、放送枠を2時間半に短縮するとともに、放送時間を11:30 - 14:00（いずれもJST）に変更。

## 概要
『ほんまもん!原田年晴です』（平日12:00 - 15:00）と『高岡美樹のべっぴんラジオ』（平日15:00 - 17:00）のうち、2018年3月29日まで放送されていた金曜日の放送枠を統合したうえで、「モア・ミュージック!モア・トーク!な5時間」と銘打った音楽番組としてスタート。FMの専門局が選曲するような「良質の音楽」に、在阪AM局ならではの「テンポの良いおしゃべり」を混ぜ込んだ 内容で、上記の番組と一線を画していた。
2019年10月4日に放送枠を11:30 - 16:30に繰り上げてからも5時間の生放送を続けていたが、2020年1月4日から放送時間を半減した後に、同年12月25日放送分で終了。ラジオ大阪では、最終回の当日に『第45回ラジオ・チャリティー・ミュージックソン　フィナーレ』を11:00 - 12:00に編成した関係で、当番組を12:00から放送した。2021年1月8日からは、当番組の最終レギュラー放送枠を『原田年晴 かぶりつきフライデー!』が引き継いでいる。
番組開始当初の放送時間は5時間に及んでいたが、1つの番組を再生できる時間が3時間までに限られている「radiko」のタイムフリー聴取サービスでは、放送と同時に収録した1回分の音源を複数本に分けて配信。放送時間が12:00 - 17:00だった2019年9月27日放送分までは、前半（3時間分＝12:00 - 15:00）と後半（2時間分＝15:00 - 17:00）で音源を分けていた。放送時間を11:30 - 16:30に変更した同年10月4日放送分からは、収録音源を前半（1時間半分＝11:30 - 13:00）、中盤（2時間分＝13:00 - 15:00）、後半（1時間半分＝15:00 - 16:30）に分割していた。2020年の初回放送（1月3日）からは、放送時間を2時間半に短縮した ことに伴って、radikoタイムフリーでの配信音源も1本に集約されていた。

## 放送時間
- 2018年4月6日 - 2019年9月27日 毎週金曜日 12:00 - 17:00
- 2019年10月4日 - 12月27日 毎週金曜日 11:30 - 16:30

2019年10月改編で『ほんまもん!原田年晴です』『高岡美樹のべっぴんラジオ』を終了させるとともに、当番組直前の時間帯（11時台の後半）に金曜分を編成していた『氷川きよし節』（文化放送制作＝11:30 - 11:40）と『テレフォン人生相談』（ニッポン放送制作＝11:40 - 12:00）の放送枠を、月 - 木曜分を含めて30分ずつ繰り上げたことによる措置。
- 2020年1月3日 - 12月25日 毎週金曜日 11:30 - 14:00

2019年12月20日にも、本編を11:30 - 14:00に集約。中央競馬重賞競走の有馬記念開催前々日であることにちなんで、当時の放送枠の後半（14:00 - 16:30）を『GO!GO!フライデーショー！有馬記念スペシャル』（日本中央競馬会の単独提供番組）として、同競走関連の特別企画を中心に構成した。

## 出演者

### 放送終了時点（2019年12月6日以降）

#### パーソナリティ
- 大西ユカリ（歌手）
  - 2017年4月から1年間にわたって、『ほんまもん!原田年晴です』の火曜パートナーを担当。2ヶ月に1回のペースで、金曜日に東京都内でライブを開催しているため、開催日には全編にわたって休演するか、自身の担当コーナーにのみ電話で出演した。
- ヤナギブソン（ザ・プラン9）
  - 大西がスタジオへ出演できない場合には、単独でパーソナリティを務めた。

#### アシスタント
- 川田一輝（オフィスキイワード所属のフリーアナウンサー、2019年12月6日から出演）
  - ラジオ大阪では、2016年4月2日から『あみるのママで』（毎週土曜日の午後に放送されている河島あみるの冠番組）のアシスタントも担当。

### 過去
- 和田麻実子（アシスタント、ラジオ大阪アナウンサー、2018年4月6日 - 2019年11月29日）
  - 2019年に第二子を懐妊したため、川田を代役に立てたうえで、同年12月1日から産前産後休暇を取得。後に第二子を出産したため、2020年1月3日放送分に電話で出演した[3]。
  - 2020年11月の復職後は当番組のアシスタントに復帰しなかったものの、最終回では、『第45回ラジオ・チャリティー・ミュージックソン　フィナーレ』に続いて一部のコーナーとエンディングに出演した。後番組の『原田年晴かぶりつきフライデー!』では、原田とのコンビでパーソナリティを務める。

## タイムテーブル
公式サイトの 「コーナー紹介」 に準拠。「　」内は放送上のコーナー名で、生放送番組のため、放送時間は目安。リスナーからは、ジャンルや年代を問わず、楽曲のリクエストを受け付けている。

### 放送終了時点（2020年1月以降）
11時台
- 11:30　オープニング

12時台
- 12:10 「干支エトチャート・フラッシュバック!」（2020年1月3日から放送）
  - 2020年の干支が子であることにちなんで、過去の子年から放送週の邦楽チャートでトップ10に入っていた楽曲を、当時の思い出話とともに紹介した。
  - 最終回では、初代アシスタントの和田が特別に出演したため、和田が出生した1977年10月30日付の邦楽チャートからトップ10の楽曲を取り上げた。
- 12:30 「川田一輝の遠くへ逃げタイ…」
  - 川田のアシスタント起用を機に、2019年12月6日から放送を開始。釣りと旅行が好きな川田が、過去に訪れた旅先での思い出話を披露していた。
- 12:40 「インフォメーション・ユカリ」
  - 本業が歌手である大西が、今後のライブの予定などを告知するとともに、自身で選んだ1曲を流した。歌手活動との兼ね合いでスタジオへ出演できない場合にも、このコーナーのみ、滞在先から電話で参加していた。
  - 2019年12月までのコーナータイトルは「今週のユカリ」で、放送週に身辺で起こった出来事を主に紹介。2019年9月までは12:27頃、同年12月頃までは12:10に放送されていた[4]。

13時台
- 13:00 「1時のリクエスト」
- 13:08 「お天気コーナー」（川田が伝える天気予報）
- 13:10 「ほっとファンタイム」
  - さまざまな情報やニュースを伝えるコーナーで、大西がタイトルコールを早口で勢いよく叫ぶことが特徴。放送週によっては、ゲストを迎えることもあった。
  - 最終回には、当日（12月25日）に66歳の誕生日を迎えた角川博がゲストで出演。2019年12月までは、14:10頃に放送されていた。
- 13:40 「ウィークリー・ギブソン」
  - 「インフォメーション・ユカリ」のヤナギブソン版で、ヤナギブソンが所属するザ・プラン9の活動報告やイベントの告知も兼ねていた。後半では、「ギブセレ」（ヤナギブソンが自ら選んだ1曲）を放送。
  - 2019年12月までのコーナータイトルは「今週のギブソン」で、13:10頃に放送されていた。
- 13:55 　エンディング

番組開始当初から、ヤナギブソンが選んだ洋楽も随時紹介。リスナーからの「挑戦状」（通常のラジオ番組では聴かないような楽曲のリクエスト）に対して、当番組のスタッフが、リクエスト曲の音源をラジオ大阪局内のレコード室から探し出した末に放送することも多かった。

### 過去（2019年12月時点）
11時台
- 11:30　オープニング

11時台
- 12:10 「今週のユカリ」
- 12:30 「川田一輝の遠くへ逃げタイ…」
  - 番組開始から2019年11月26日までは、和田の冠コーナー「麻実子のワ・ダ・カ・マ・リ」を放送（2019年9月までは16:37頃に編成）[4]。和田が大西・ヤナギブソンを相手に、「わだかまり」のように気になっていることを語っていた。

13時台
- 13:10 「今週のギブソン」

14時台
- 14:10 「ほっとファンタイム」
- 14:23 「その問題、白黒決着つけまショー」
  - リスナーからのメッセージを基に、男女の認識のズレから起きる問題を解決に導くコーナー。大西が女性、ヤナギブソンが男性の立場から意見を述べたうえで、和田→川田の独断によって結論を導き出す。当初はJoshinが単独でコーナースポンサーに付いていたため、メッセージを採用されたリスナーには、Joshinの店舗で使用できるギフトカードを進呈していた。同社がスポンサーを降板した後の放送では、番組特製のクオカードをプレゼント。

15時台
- 15:00 「ザ・フリートーク」
  - 放送週によっては、ゲストを交えてのフリートークになることもあった。
- 15:20 「ニュース、コッケイ・ウコッケイ!」
  - 新聞やインターネットなどで放送週に報じられたニュースから、「おやっ?」と思うようなニュースや、「クスッ」と笑えるような記事などを和田→川田が紹介していた。

16時台
- 16:08 「思い出すメロディ」
  - 大西・ヤナギブソン・和田→川田から、週替わりで1名ずつ進行。思い出の1曲を、エピソードと共に紹介していた。
- 16:25　エンディング

以上のコーナーの合間には、和田→川田が担当する「お天気コーナー」を、13時台と16時台（2019年10 - 12月には13:08頃と14:08頃）に放送していた。
番組開始から2019年3月29日放送分までは、「産経新聞ニュース」（フリーアナウンサーの池田淳子が担当）を13時・14時・15時・16時の時報明け、「ラジオ大阪交通情報」を14時台・15時台・16時台に挿入していたが、同年4月改編から一斉に廃枠。15時台以前の「産経新聞ニュース」枠に、「○時のリクエスト」と称してリクエスト曲を放送している。「お天気コーナー」も、2019年3月までは「ラジオ大阪アメダス天気予報」というタイトルを使用。16時台には、日本気象協会関西支部の担当者が、生中継で天気予報を伝えていた。

## 備考
- 2018年6月8日放送分の「ザ・フリートーク」では、「顔立ちや声が和田に似ている」という橋詰優子（朝日放送テレビアナウンサー）と、『橋詰優子の「劇場に行こう!」』（当時朝日放送ラジオで放送されていた橋詰の冠番組）にレギュラーで出演していた中山義紘（劇団Patch）をゲストに迎えた。同番組の収録に、和田が電話で出演したことによる。
- 2019年9月6日の13時台には、MBSラジオの特別番組『9月6日はMBSラジオの日 ～ 飛びだせ!PR大作戦～』との相互生放送を実施。同局の番組パーソナリティを代表して、浜村淳がラジオ大阪のスタジオから当番組に出演した。さらに、子守康範、近藤光史、鳥居睦子、上泉雄一[5]、松井愛（上泉と松井は放送時点で毎日放送の現役アナウンサー）がMBSラジオのスタジオから中継で出演した。